# Écoute (escultura)

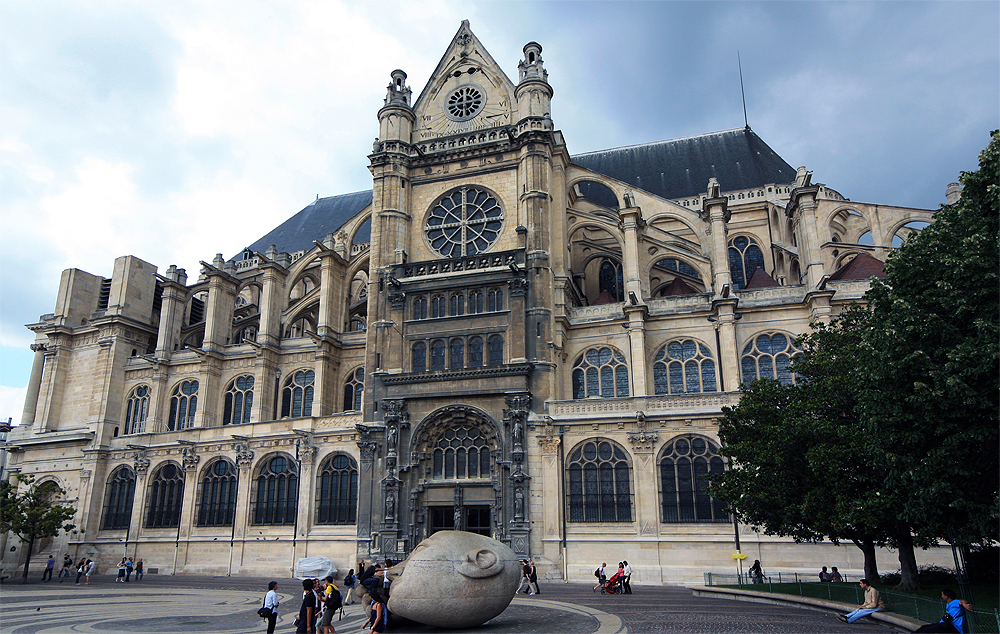
A cabeça na frente da igreja

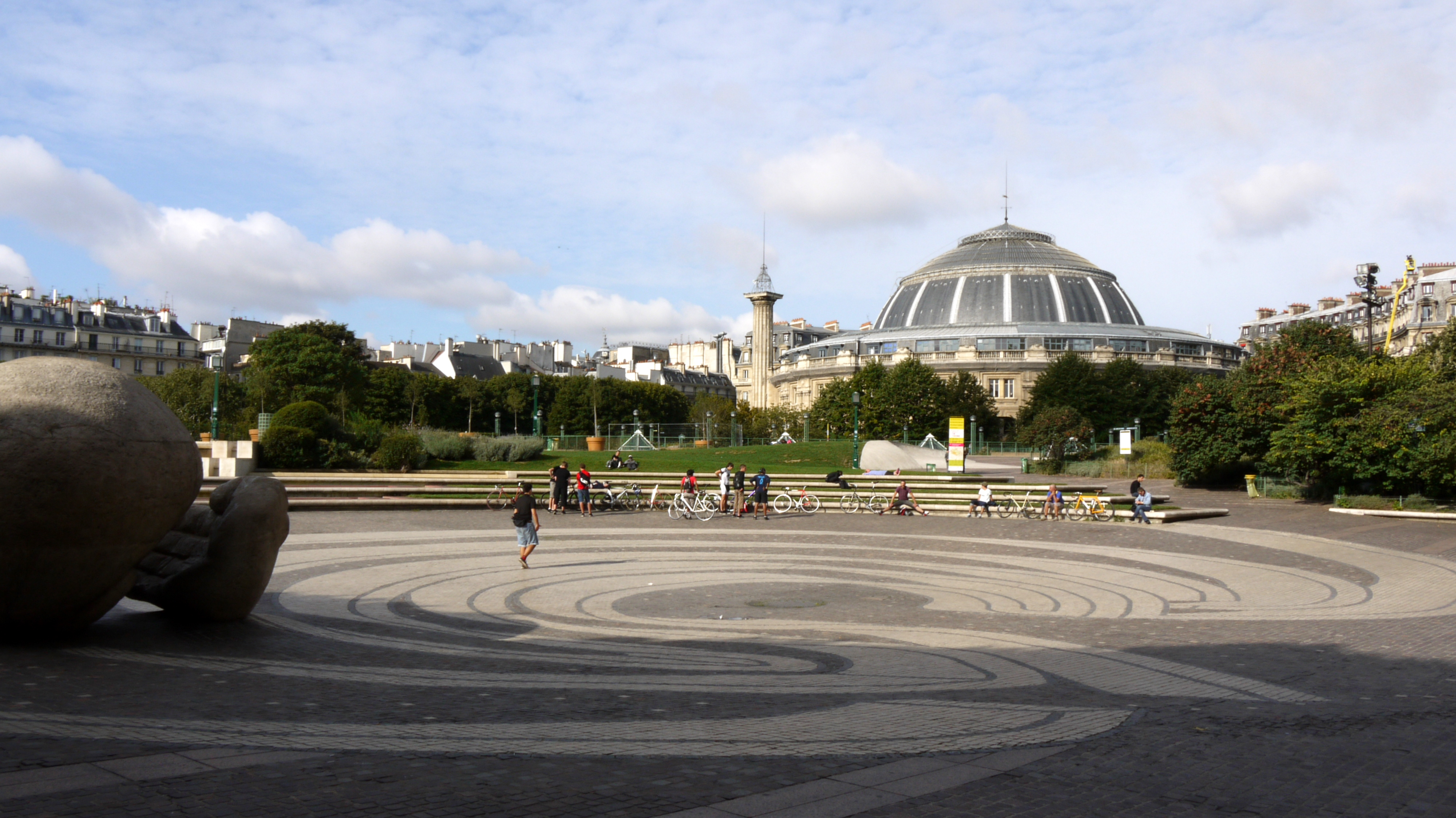
Olhando para o Jardin des Halles

Écoute é uma escultura do artista francês Henri de Miller em Paris. É uma cabeça de pedra gigante com a mão em concha em frente à Igreja de St-Eustache.

## Localização
A escultura está instalada no extremo norte do Jardin des Halles, na place René-Cassin, em frente à Igreja de Saint-Eustache. Perto dela está um relógio solar de fibra óptica de grandes proporções projectado pelo astrônomo Dandrel e também feito por Henri de Miller.
Em 2013, após a reconstrução do jardim des Halles que se tornou o Jardin Nelson Mandela, a orientação da escultura foi ligeiramente alterada e o relógio solar de fibra óptica foi removido.